# Amine Al Kilani
Amine Al Kilani (* 18. Oktober 1984) ist ein libyscher Straßenradrennfahrer.
Amine Al Kilani wurde 2007 Etappendritter bei der Tour de la Pharmacie Centrale. Im nächsten Jahr gewann er bei der arabischen Meisterschaft auf der Bahn die Goldmedaille im Punktefahren vor Yousef Mirza Bani Hammad und Cherif Merabet. 2009 wurde Al Kilani libyscher Meister im Straßenrennen und im Einzelzeitfahren belegte er den fünften Platz. Bei der Tour of Libya 2010 belegte er bei einem Teilstück den zweiten Platz.

## Erfolge
2009
- Libyscher Meister – Straßenrennen